# Eva Green

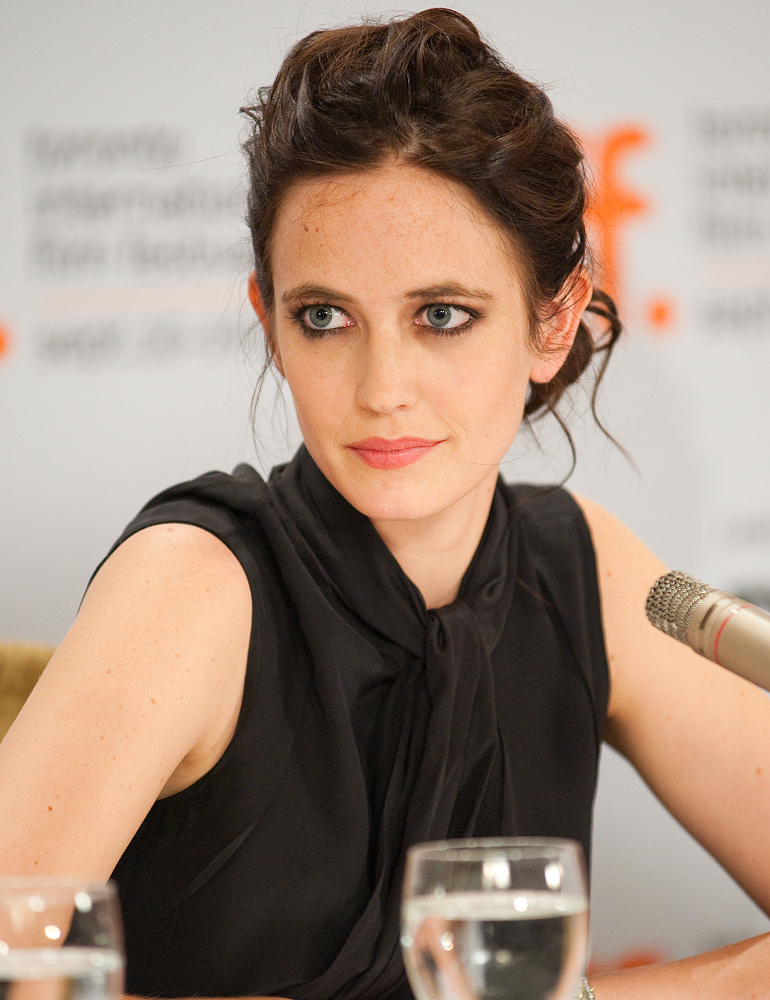
Eva Green (2009)

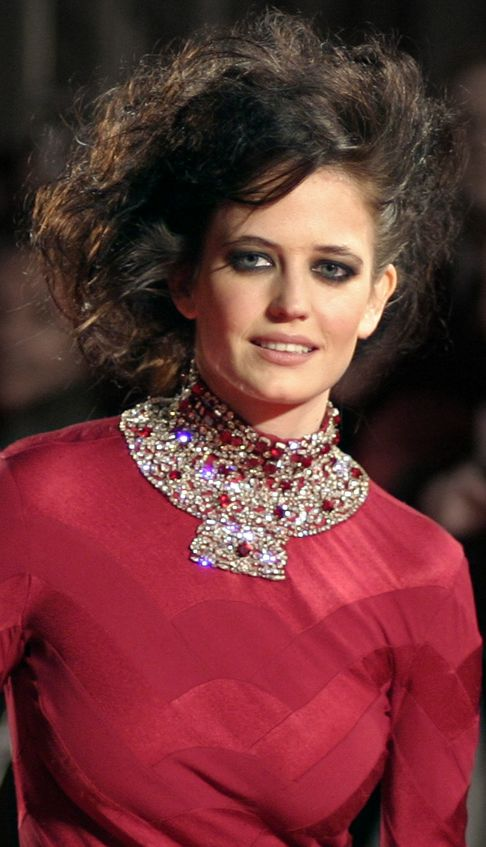
Green (nagrody BAFTA 2007)

Eva Gaëlle Green (ur. 6 lipca 1980 w Paryżu) – francuska aktorka i modelka.

## Życiorys
Córka popularnej w latach 80. francuskiej aktorki żydowskiego pochodzenia Marlène Jobert i Waltera Greena, lekarza stomatologa szwedzkiego pochodzenia. Ma siostrę bliźniaczkę o imieniu Joy. Uczyła się w amerykańskiej szkole w Paryżu. Biegle włada francuskim oraz angielskim. Szkołę porzuciła w wieku 17 lat. Mieszka w Paryżu i Londynie.
Zadebiutowała w 2001 w sztuce Jalousie en trois fax rolą Iris. Zyskała popularność już po swojej pierwszej filmowej roli w 2003 w filmie Marzyciele w reżyserii Bernarda Bertolucciego, gdzie zagrała Izabellę. Po tym filmie wystąpiła w takich produkcjach jak Arsène Lupin i Królestwo niebieskie. W 2006 zagrała dziewczynę Bonda w Casino Royale. W filmie Złoty kompas wystąpiła u boku Nicole Kidman i Daniela Craiga w roli dobrej wiedźmy Serafiny Pekkali.
Zasiadała w jury konkursu głównego na 77. MFF w Cannes (2024).

## Filmografia
- 2003: Marzyciele (The Dreamers) jako Isabelle
- 2004: Arsène Lupin jako Clarisse de Dreux-Soubise
- 2005: Królestwo niebieskie (Kingdom of Heaven) jako Sybilla
- 2006: Casino Royale jako Vesper Lynd
- 2007: Złoty kompas (The Golden Compass) jako Serafina Pekkala
- 2008: Franklyn jako Emilia / Sally
- 2009: Pęknięcia (Cracks) jako panna G
- 2010: Łono (Womb) jako Rebecca
- 2011: Camelot (serial) jako Morgan
- 2011: Ostatnia miłość na Ziemi (Perfect Sense) jako Susan
- 2012: Mroczne cienie (Dark Shadows) jako Angélique Bouchard
- 2014: Biały ptak w zamieci (White Bird in a Blizzard) jako Eve
- 2014: 300: Początek imperium (300: Rise of an Empire) jako Artemizja
- 2014: Sin City 2: Damulka warta grzechu (Sin City: A Dame to Kill For) jako Ava Lord
- 2014: Wybawiciel (The Salvation) jako Madelaine
- 2014: Dom grozy (Penny Dreadful) jako Vanessa Ives (serial)
- 2016: Osobliwy dom pani Peregrine (Miss Peregrine's Home for Peculiar Children) jako panna Alma LeFay Peregrine
- 2017: Prawdziwa historia jako Elle
- 2017: Euphoria jako Emilie
- 2019: Dumbo jako Colette Marchant
- 2019: Proxima jako francuska astronautka Sarah
- 2020: Wszystko, co lśni (The Luminaries) jako Lydia Wells (miniserial)
- 2022: Nocebo jako Christine
- 2023: Trzej muszkieterowie: D’Artagnan (Les Trois Mousquetaires – d’Artagnan) jako Milady de Winter
- 2023: Trzej muszkieterowie: Milady (Les Trois Mousquetaires – Milady) jako Milady de Winter
- 2023: Połączeni przeszłością (Liaison) Alison Rowdy (serial)

## Nagrody
- Nagroda BAFTA – największa aktorska nadzieja kina: 2007[4]